# 中国人民解放军陆军工程大学训练基地
中国人民解放军陆军工程大学训练基地，位于江苏省徐州市，是中国人民解放军陆军工程大学的训练基地，隶属中国人民解放军陆军工程大学。

## 沿革
- 1945年9月，根据中共中央军委指示，延安炮兵学校工兵科130多人在主任唐哲明、协理员郭延林等人率领下，开赴中国东北。1945年11月抵达辽宁抚顺，扩编为工兵大队，属东北军政大学建制[2]。
- 1946年3月1日，根据东北民主联军总部的决定，在工兵大队的基础上，连同自山东省进入中国东北的中国人民抗日军政大学第一分校工兵队，以及从东北军政大学抽调的一批干部，在吉林省通化县创建东北民主联军工兵学校。这是中共军队的第一所正规的工程兵学校，仍隶属东北军政大学[1][2]。
- 1946年4月，迁至吉林省临江县[2]。
- 1946年7月，继续北迁，本拟至吉林省长春市建校。时值国军进攻长春市，该校遂途中决定建校地址定在黑龙江省北安县。1946年7月中旬，在北安县原日军一处营房驻地的工兵学校举行第一期开学典礼[2]。
- 1947年2月中旬，第一期学员结业。第一期为爆破训练班，学员共90多人[2]。
- 1948年底，第四期学员结业。此后，该校更名东北军区工兵学校，继续开办了第五期、第六期。工兵学校先后迁至齐齐哈尔市、吉林市[2]。
- 1949年12月，南迁长沙市大垅。更名中南军区工兵学校[2]。师级权限。校长冯志湘，政委李雪炎。1950年1月开学。
- 1950年10月中南军区工兵司令部与工兵学校机构合并，称为中南军区工兵司令部兼工兵学校。
- 1951年3月，中南军区工兵司令部兼工兵学校分编，与华北军区工兵教导大队合并为高级工兵学校[2]。军级权限。受军委工程兵领导。校长赵东寰/谭善和，政委吕子明/曹孟朴。任务是培训、轮训工兵营长、工兵团长，师、团2级工兵主任，工兵教员，工兵营、团政工干部。1951年至1960年培训29批5511人，其中营以上干部4000余人。
- 1955年，更名高级工程兵学校。不久，更名第一工程兵学校。
- 1960年9月，升格为工程兵学院[2]，由军级升格为兵团级。军委工程兵副司令员徐德操兼任院长，政委张国传，副院长王北相/郑效峰。设基本系、速成系、政治系。培训副营职至副师职工程兵军政干部、空军工程兵的团级单位参谋、步兵学校的工兵教员等。共招收6期6000余人。
- 1969年8月，工程兵学院撤销[3]。部分参与组建工程兵学校，后为工程兵工程学院，后合并至中国人民解放军理工大学。
- 1973年，原工程兵学院部分改建为工程兵军政干部学校。
- 1974年10月，迁至江苏省徐州市[1][2]。长沙原址被国防科技大学占用。
- 1975年8月，中央军委、国务院命令，军委工程兵第三工区机关的大部分干部战士与徐州的工程兵军政干部学校合并，组建工程兵学院(正军级)。
- 1978年，原工程兵学院部分改建为工程兵学校，后为长沙工程兵学院，1999年6月并入国防科学技术大学[3]。
- 1982年，工程兵军政干部学校升格中国人民解放军工程兵学院。
- 1986年，更名中国人民解放军工程兵指挥学院[2]。
- 2011年，第十六次全军院校会议后，更名中国人民解放军工程兵学院[1][2][4]。
- 2016年，在深化国防和军队改革中，由隶属中国人民解放军总参谋部转隶中国人民解放军陆军[5]。
- 2017年，以原中国人民解放军理工大学、中国人民解放军军械工程学院主体为基础，组建中国人民解放军陆军工程大学。中国人民解放军工程兵学院改建为中国人民解放军陆军工程大学训练基地[6]。2017年8月2日，中国人民解放军陆军工程大学训练基地举行揭牌仪式[7]。

## 历任领导
中国人民解放军工程兵学院
| 院长 - 李荫南（1946年3月—1946年，东北民主联军工兵学校校长） - 唐哲明（1946年—1951年，东北民主联军工兵学校、东北军区工兵学校、中南军区工兵学校校长） - 赵东寰（1952年—1955年，高级工兵学校校长） - 谭善和 少将（1955年—1957年，高级工程兵学校校长） - 王兆相 少将（1957年—1960年，高级工程兵学校校长） - 徐德操 少将（1961年2月—1965年8月，工程兵学院院长，兼政治委员） - 王兆相（1966年—？，工程兵学院院长） - 薛克忠（1973年—1975年9月，工程兵军政干部学校筹建领导小组组长） …… - 谭国玉 少将（1986年6月—1990年6月） …… - 张必田 少将（？—2004年） - 厉新光 少将（2004年7月—2009年） - 石忠武 少将（2009年5月—2011年7月） - 秦伯凯 少将（2011年7月—2016年） - 卫东 少将（2016年—2017年） | 政治委员 - 余益元（1946年3月—1946年，东北民主联军工兵学校政治委员） - 李雪炎（1946年—1951年，东北民主联军工兵学校、东北军区工兵学校、中南军区工兵学校政治委员） - 李福尧（？—？，高级工兵学校政治委员） - 曹孟朴 大校（？—1960年，高级工程兵学校政治委员） - 徐德操 少将（1961年—1965年8月，工程兵学院政治委员，院长兼） - 薛克忠（？—？，工程兵学院政治委员；1973年—1975年9月，工程兵军政干部学校政治委员） …… - 蔡冬梅 少将（？—2006年） - 刘华苏 少将（2006年—2010年） - 韩永乐 少将（2010年—2013年） - 马玉虎 少将（2013年—2015年） - 田晓蔚 少将（2015年—2016年） |

中国人民解放军陆军工程大学训练基地
| 主任 - 史小敏（2017年—） | 政治委员 - 邢军（2017年—） |